# فنسنت أونوفو
فنسنت أونوفو (بالإنجليزية: Vincent Onovo)‏ هو لاعب كرة قدم نيجيري من مواليد 10 ديسمبر 1995، يلعب في فريق أويبست.

## روابط خارجية
فنسنت أونوفو على موقع قاعدة بيانات كرة القدم.إي يو (الإنجليزية)
- فنسنت أونوفو على موقع Soccerway.com (الإنجليزية)